# História do pensamento geográfico
A História do Pensamento Geográfico é um ramo da disciplina geográfica, onde se estuda os postulados, pensamentos e correntes dos autores que contribuíram para a sistematização da geografia como disciplina acadêmica no século XIX. Na época em que o Império Romano teve seu auge, a geografia dará a sua contribuição com quantidade superior a uma gama de conhecimentos, como por exemplo o que se chamava de "périplo", ou seja, o trabalho de descrever portos, rotas e escalas à disposição dos navegantes daquele longínquo tempo para a realização da atividade comercial, de grande necessidade para funcionar o Império, e também, por outro lado, dando garantia à eficácia de sua proteção militar. Dois exemplos de fontes impressas que se dedicam a este segmento da matéria geográfica que foram as publicações sobreviventes aos dias de hoje são o "Périplo do cartaginês Hanão, o navegador", e outra de autor que não se identificou, e com difusão de maior amplitude, o "Périplo do Mar Eritreu" (Mar Eritreu é o antigo nome utilizado pelos gregos em referência ao Mar Vermelho).
As explorações que os portugueses realizaram no século XVI impulsionaram a premissa de explorar e conhecer a diferença entre as regiões do globo. Elas tiveram em grande parte inspiração por obras de marinheiros que viajavam por infinitos mares como Marco Polo, conhecedor da maioria das regiões do Oriente Médio e Extremo Oriente, que impressionou fortemente em muitos habitantes, que deram o apelido irônico ao trabalho de "Il Millione" (O Milhão), por causa da crença exagerada da presença dos árabes e dos mongoloides asiáticos.
É desde o século XVIII que a geografia teve seu reconhecimento discreto como disciplina, contando com a importância de gênios como Kant, Montesquieu, Goethe, que foram os desenvolvedores daquilo que se chama "geografia social". Meio século depois, ter-se-á a Escola Alemã, conceituando o determinismo, que fazia a ligação do clima ao fato de que o homem desenvolvesse seu intelecto. Nos anos 1930 do século XX, seriam predominantes as ideias que a Escola Francesa tinha e a conceituação de possibilismo, dando início ao estabelecimento de que as escolhas que o ser humano fazia teriam levado à respectividade da premissa de desenvolver sua cultura. Desde então, a Geografia realiza a adoção de conhecimentos acessórios como a estatística, além de novos equipamentos, como o computador, o notebook, o GPS e o satélite artificial.

## Antiguidade greco-romana

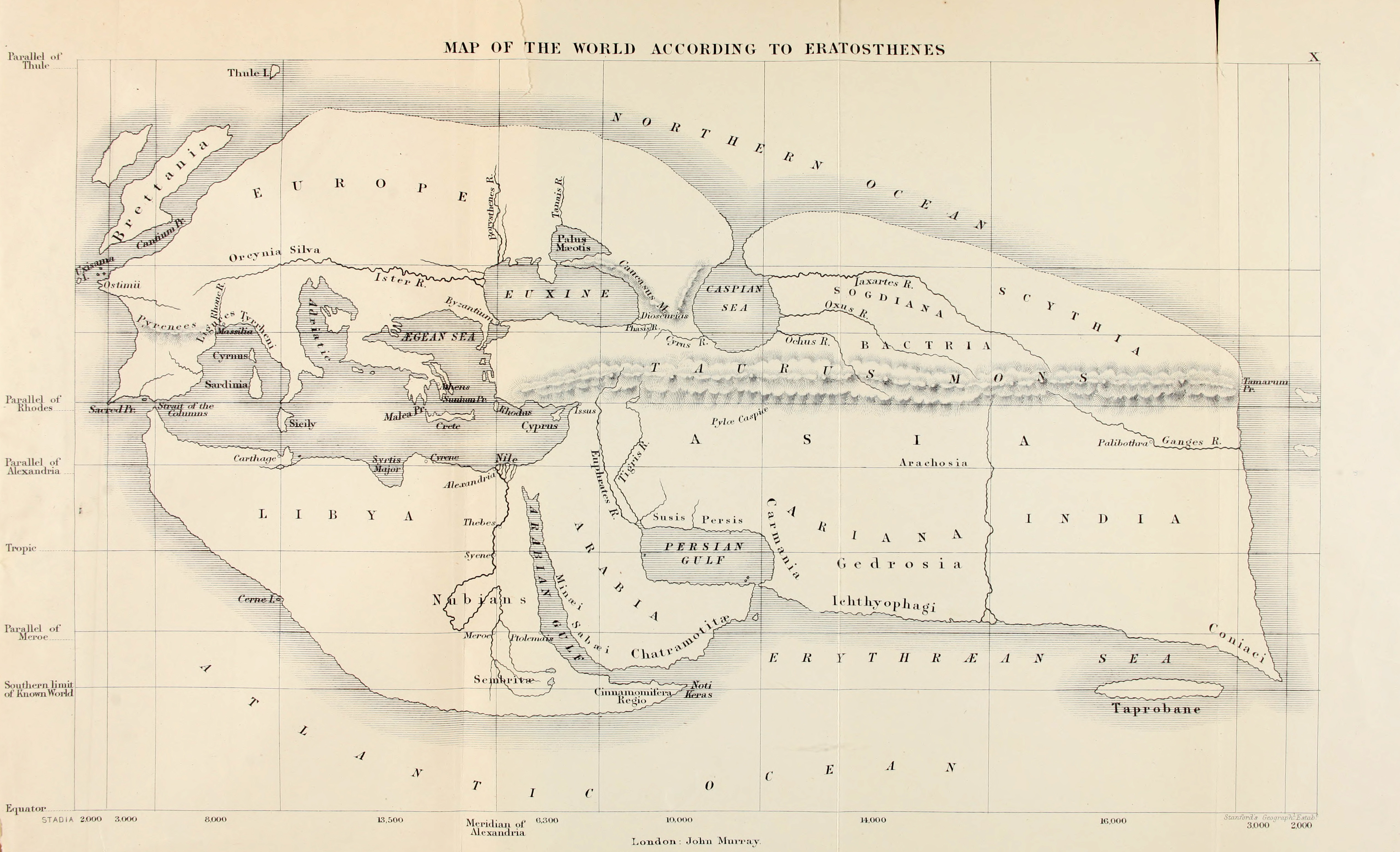
Reconstrução do século XIX do mapa de Eratóstenes do mundo conhecido, c.

Os primeiros registros de conhecimentos geográficos são encontrados em relatos de viajantes no século V a.C. Um conhecido exemplo de viajante daquela época foi o grego Heródoto, o pai da história. O conhecimento dos cidadãos da Grécia antiga a respeito da Terra era grandemente avançado. Especialistas em filosofia como Pitágoras e Aristóteles tinham a crença de que a Terra era redonda. No século III a.C., Eratóstenes de Cirene foi o primeiro a utilizar a palavra Geografia. Esta palavra aparece escrita numa obra de domínio público denominada Geografia. O cientista grego fez o cálculo da circunferência da Terra com aproximação gigantesca.
Depois, o geógrafo e historiador grego Estrabão selecionou todo o conhecimento clássico sobre Geografia. Todo esse conhecimento encontra-se reunido numa obra de 17 volumes sobre o período em que Jesus Cristo viveu. Esta publicação se tornou a única referência sobre obras gregas e romanas desaparecidas. Outra importante contribuição foi a do astrônomo e geógrafo Ptolomeu. Ptolomeu viveu no século II. Por mais que o astrônomo tivesse grande contribuição, seus estudos apresentavam erros.

## Idade Média, Renascimento e Iluminismo

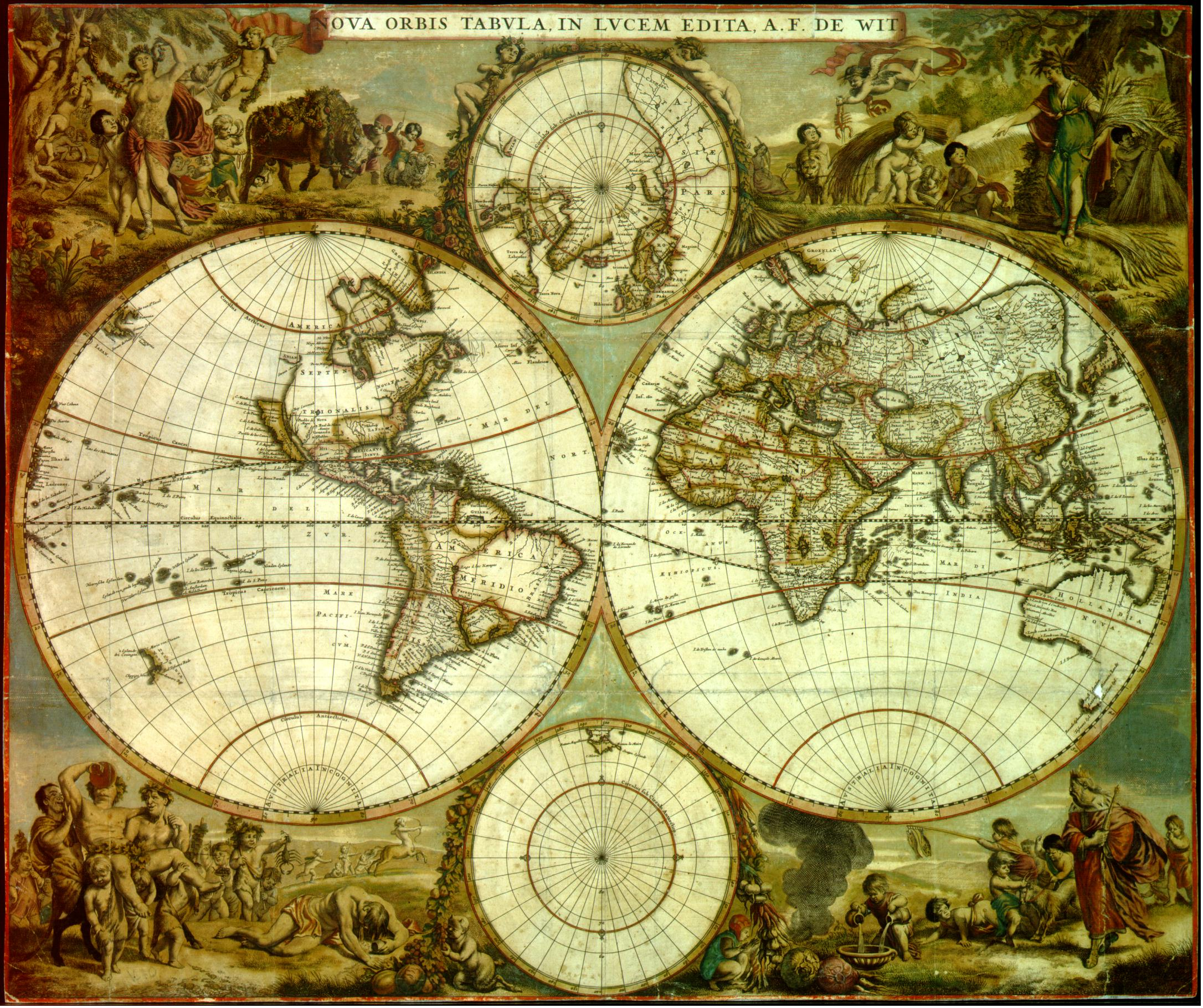
"Nova Orbis Tabula in Lucem Edita" (Frederik de Wit, c. 1665)

Devido à queda do Império Romano no Ocidente, o conhecimento geográfico greco-romano foi perdido na Europa. Porém, entre os séculos XI e XII foi preservado, revisto e ampliado por geógrafos muçulmanos da Península Arábica. Mas os acréscimos e acertos feitos pelos geógrafos árabes Edrisi, ibne Batuta e ibne Caldune foram ignorados pelos pensadores europeus. Durante as cruzadas, foram retomadas as primeiras teorias. Assim, os erros de Ptolomeu continuaram no Ocidente até as Grandes Navegações. As Grandes Navegações passaram a reabastecer a Europa de informações mais detalhadas e exatas sobre o restante do mundo. Em 1570, o cartógrafo flamengo Abraham Ortelius organizou diversos mapas num livro só. Seria este, talvez, o atlas mais antigo do mundo.

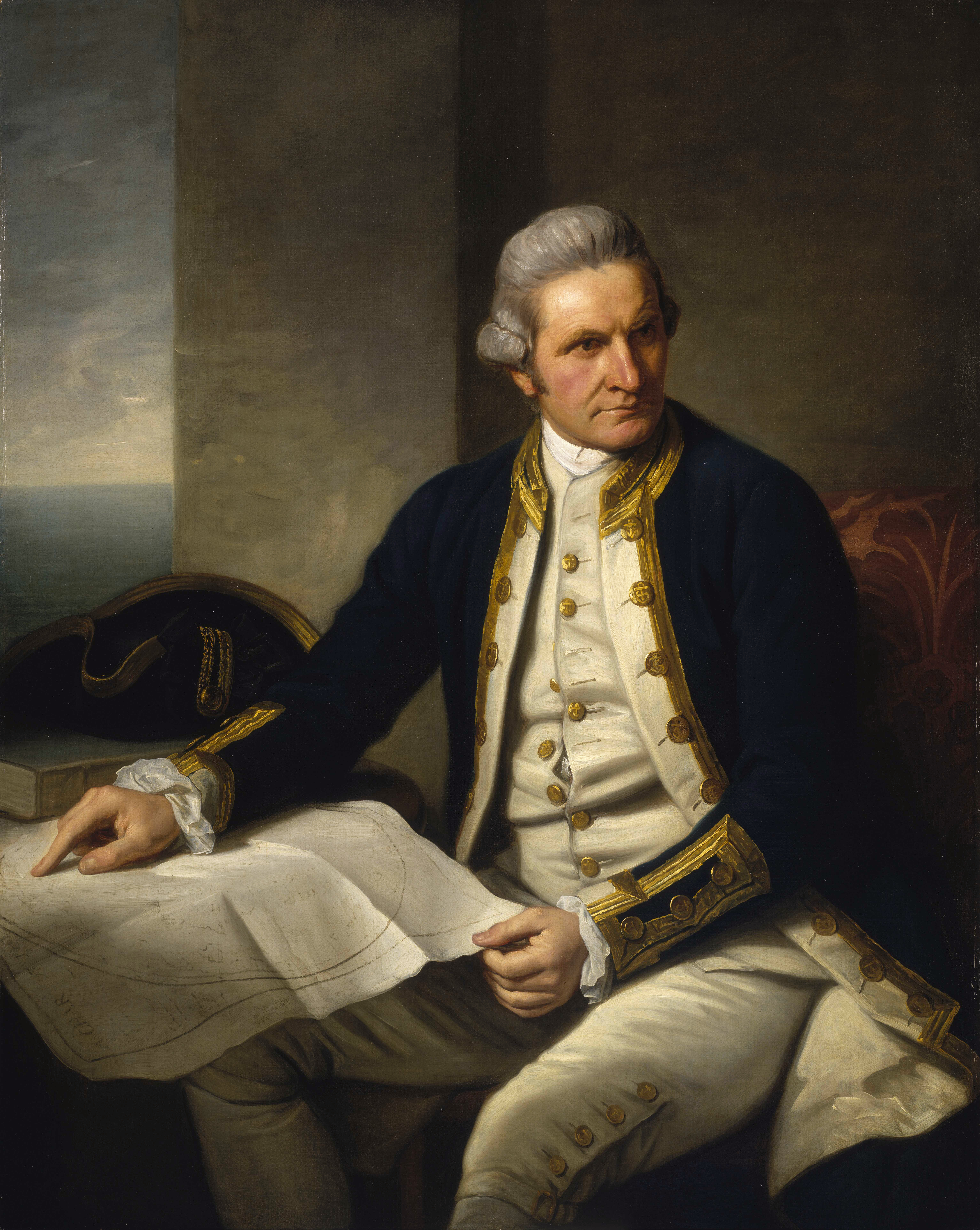
Capitão James Cook (1728-1779)

Uma importante personalidade que retomou os estudos de geografia foi o alemão Bernhardus Varenius (Bernhard Varen). O livro Geographia generalis (1650; Geografia geral) sofreu várias revisões. Este livro continuou sendo a principal obra de referência durante um século ou mais. O cartógrafo mais importante do século XVI também era de Flandres: Gerardus Mercator. Gerardus Mercator (Gerard de Cremer) ficou famoso por criar um novo sistema de projeções. O então cartógrafo aprimorou os sistemas de projeções que utilizavam longitudes e latitudes.
No século XVIII, James Cook fez a fixação de novos padrões precisos e técnicos em navegação. Foi responsável pelas viagens científicas. Na segunda viagem, circunavegou o globo. Esta viagem científica ocorrida entre 1772 e 1775 foi o mais famoso de seus itinerários. Na França foi criado o primeiro estudo de pesquisadores sobre topografia detalhada de um grande país. Este trabalho intelectual foi realizado entre os séculos XVII e XVIII por quatro gerações de especialistas em astronomia e profissionais de pesquisa da família Cassini. A partir do trabalho, o atlas nacional da França foi publicado pela primeira vez em 1791.
Como muitos que o antecipavam, Alexander von Humboldt fez uma proposta de conhecimento sobre as demais partes do mundo. Apesar dessa proposta, acabou por fazer a distinção por dois objetivos. Primeiro, pela cautelosa elaboração que antecipava suas viagens bem-sucedidas. E, segundo, pela busca e exatidão de suas análises. São de especial interesse seus estudos sobre os Andes. Estes estudos foram feitos numa viagem às Américas Central e do Sul. Isso ocorreu entre 1799 e 1804. Inicialmente, foi feita uma descrição sistemática e inter-relacionada de cinco características. São elas: altitude, temperatura, vegetação e agricultura em montanhas que se localizam em regiões de latitude em direção à linha do Equador.

## Surgimento da Geografia moderna

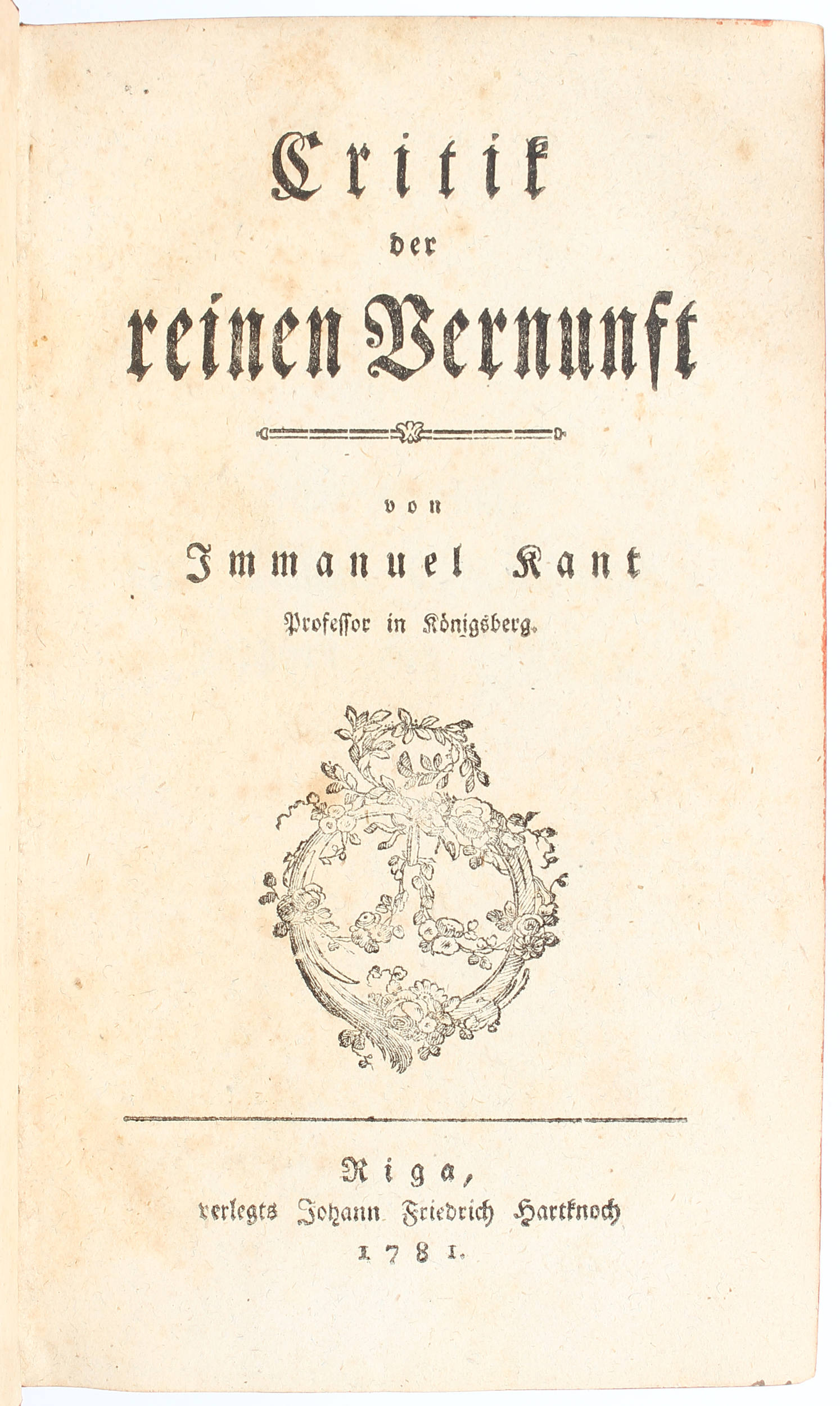
Capa da obra Crítica da Razão Pura, 1781

Humboldt apresentou as bases da Geografia moderna. As bases da Geografia moderna tinham destaque na análise direta e nas medições precisas como base para leis generalistas. O especialista em filosofia Immanuel Kant foi autor da obra Kritik der reinen Vernunft (1781: Crítica da razão pura). Na obra, Kant definiu de modo satisfatório o lugar da Geografia em relação às diferentes áreas do conhecimento. A definição de Kant afirma que a Geografia lida com os fenômenos espaciais. É a mesma coisa que dizer que a história lida com os fatos já ocorridos no passado. Tanto Kant quanto Humboldt ensinaram Geografia física e eram da mesma época que Carl Ritter. Carl Ritter era professor da primeira cadeira de Geografia estabelecida numa instituição de ensino superior dos tempos modernos.Além de Humboldt e Ritter, o surgimento da Geografia contou com a contribuição de geógrafas, notamente Mary Somerville que pode ser considerada uma das primeiras geógrafas a escrever uma obra sobre geografia física, pois escreveu o primeiro livro didático sobre essa área. Denominada Physical Gegraphy foi publicada em 1848, três anos após a publicação do primeiro volume de Cosmos de Humboldt.
Três inovações institucionais do século XIX também exerciam importante função no surgimento da Geografia moderna. Primeiro, o novo retrato das instituições de ensino superior. Segundo, a fundação de sociedades geográficas e as perguntas sobre aspectos e recursos naturais que os governos de várias nações patrocinavam. E, terceiro, a implantação de estações que se dirigem à análise geográfica sistemática ajudou na elaboração de mapas com dados sobre vários fenômenos da natureza.
A Geografia é uma disciplina universitária, isto é, um campo de pesquisas e estudos avançados em instituições de ensino superior. A disciplina geográfica foi estabelecida assim na Prússia nos anos 70 do século XIX. Depois estabeleceu-se na França e nos demais países europeus. Entre os mais importantes conhecedores dessa época de processo expansivo e explicação definitiva do objeto geográfico estavam o especialista em geografia e geologia alemão Ferdinand von Richthofen. Ferdinand von Richthofen escreveu uma grandiosa enciclopédia de cinco volumes. Esta publicação enciclopédica trata de temas relacionados à Geografia da China. Ferdinand Paul Wilhelm provocou o desenvolvimento do método geográfico na Alemanha e nas demais nações. Outro alemão, Friedrich Ratzel, líder da escola determinista, escreveu trabalhos pioneiros em Geografia humana e política. Para Ratzel, o meio natural condiciona a atividade humana.
A quantidade de geógrafos com formação acadêmica avançada cresceu muito. Esse fator fez com que surgissem diferenciadas correntes no interior da área do conhecimento. Diferem quanto aos pontos de vista e na ênfase dada a certas características. Apesar disso, a preocupação de todas as escolas foram as questões próprias da civilização humana e suas diferenças inter-regionais. Paul Vidal de La Blache encabeçava a escola possibilista. A escola possibilista acreditava que a natureza oferece diferentes escolhas possíveis do ser humano em cada área geográfica. Paul Vidal de La Blache foi um dos principais responsáveis por fazer surgir a disciplina geográfica dos tempos modernos na França. Deve-se a ele a explicação definitiva do campo da Geografia regional. Esta explicação definitiva destacava-se no estudo de áreas de menor porte e homogêneas de modo relativo. Foi o primeiro professor de Geografia da Sorbona. Paul Vidal de la Blache realizou o planejamento de uma obra gigantesca. Esta enciclopédia tratava de temas relacionados à Geografia regional no mundo inteiro. Entretanto, a vida de La Blache era muito curta para terminar de publicar a futura enciclopédia. Géographie universelle (1927-1948) foi concluída por seu colega de faculdade Lucien Gallois. Esta coleção de livros é uma das melhores publicações impressas sobre Geografia regional.

## Século XX

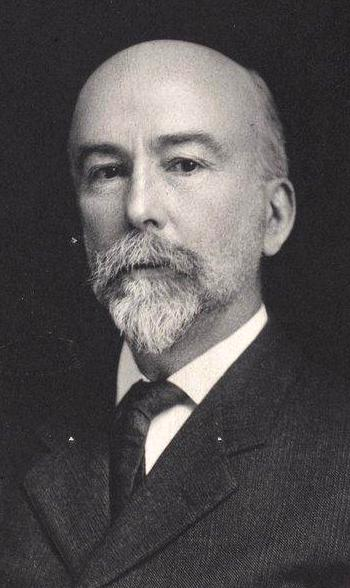
William Morris Davis (1850-1934)

No século XX, a Geografia evoluiu rapidamente. A disciplina geográfica recebeu novas conceituações e métodos. No começo, a geomorfologia foi o campo geográfico de maior atração. Na geomorfologia, predominam as teorias do americano William Morris Davis. William Morris Davis na primeira metade do século XX, foi desenvolvedor do conceito de ciclo de erosão. O especialista em geomorfologia constituiu uma nova geração de profissionais da geografia.
Até a metade do século XX, focalizou-se em particular a Geografia Regional e a grande quantidade de lugares e povos do mundo. Depois da Segunda Guerra Mundial, os profissionais da Geografia regional de modo frequente se associavam com a realização de programas econômicos em áreas subdesenvolvidas. Nos anos 60 do século XX, a atenção se voltou para dois objetivos. Primeiro, o aperfeiçoamento de metodologias de quantidade. E, segundo, a ação construtiva de padrões sistemáticos relacionados à natureza e o homem. No final dos anos 1960 e começo dos anos 1970, voltaram a serem discutidos os cuidados com o meio ambiente. Antes disso, esse tema foi relativamente esquecido por muito tempo.
Nos anos 1970 e 1980, surgiram modelos de quantidade que se baseiam em grandes grupos de dados calculados em censos e demais tipologias de pesquisa foi entendido por alguns profissionais de geografia como um exagero de ideia fixa com o espaço abstrato, em consequência ou em virtude do prejuízo ou dano causado à localização terrestre. Exigia-se, então, um tratamento mais comportamental. De acordo com a exigência, o envolvimento do tratamento mais comportamental era de percepções e escolhas únicas. Além disso, os geógrafos desejavam uma geografia mais humanística. Outras facções exigiam que tratassem de assuntos radicais. Porém, permeando todas as alterações, havia a intenção comum de favorecer quatro elementos. Primeiro, os seres humanos e suas sociedades. Segundo, o meio ambiente físico e biológico. Terceiro, o caráter regional de certas ocorrências; E, quarto, as associações e relações que acontecem em todas as regiões. Estas últimas podem ser observadas tanto do ponto de vista ecológico como sistêmico.

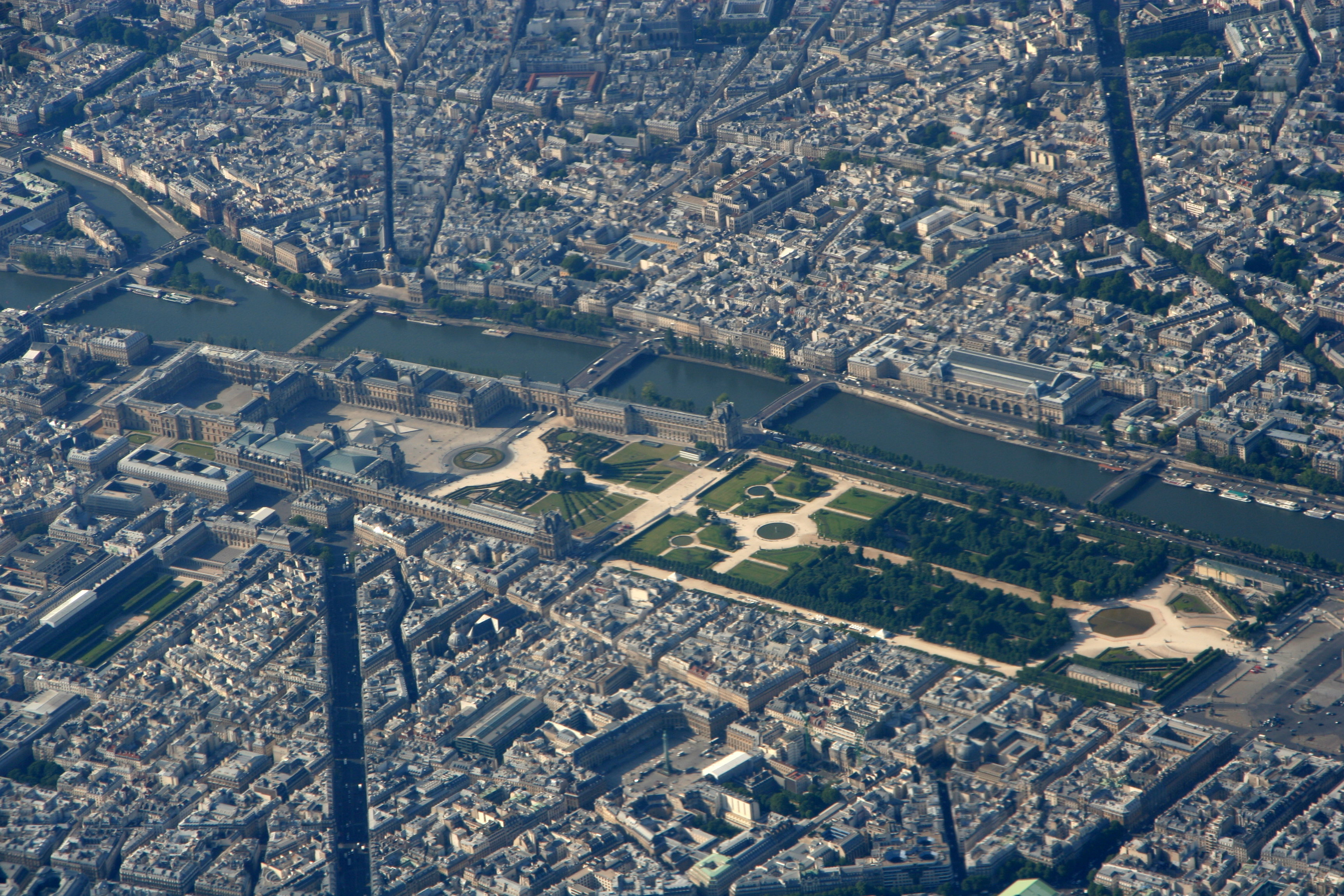
O Museu do Louvre como visto do avião

Ainda no século XX, se espalharam as fontes de dados estatísticos. Em especial, foram realizados censos demográficos de diversos países. A fotografia aérea demonstrou que é um novo e útil instrumento de trabalho. No entanto, ainda mais eficientes e que cumprem os requisitos tecnológicos foram as possibilidades abertas pelo sensoriamento remoto. Isso se favoreceu com duas inovações tecnológicas: primeiro, a partir de satélites artificiais; e, segundo pelo uso de notebooks na abordagem de grandes quantidades de dados.
O objetivo central do estudo da Geografia é a superfície da Terra. A superfície da Terra sofreu rápidas alterações na segunda metade do século XX. Os geógrafos começaram se preocupar com vários outros problemas. Esses problemas não são apenas preocupações dos geógrafos, mas também dos cientistas e acadêmicos de diversas outras áreas. Os problemas de maior preocupação dos geógrafos são os seguintes: a desertificação é causada tanto pelas frequentes secas quanto pela atividade humana; o desmatamento de florestas equatoriais afeta de maneira negativa o frágil equilíbrio ambiental; o perigo de desastres naturais de todos os tipos são também acidentes que os seres humanos causam, em particular os nucleares; a poluição ambiental, como a acidez da chuva e o ar poluído nas cidades; as altas taxas de crescimento populacional fazem com que as pessoas sejam incapazes de sobreviver em certos países de poucos recursos; o problema da desigualdade entre as regiões na divisão dos recursos e das riquezas; a ameaça da fome e da miséria é agravada por problemas econômicos e políticos.
Entre os campos possíveis de desenvolvimento da Geografia encontram-se três perspectivas a seguir. Em primeiro lugar, os recursos minerais e de demais tipos nos oceanos são explorados. Em segundo lugar, a engenharia genética é usada para o crescimento da produtividade agrícola e a solução de problemas que as pragas criaram; estes problemas atrapalham a expansão dos cultivos em diversas regiões do mundo. E, em terceiro lugar, a supercondutividade é aperfeiçoada para a melhoria do problema da distribuição de energia elétrica. Todos esses problemas e perspectivas envolvem questões geográficas. Estão ligados a fatores naturais e humanos e a sua distribuição espacial. Estas dificuldades e dimensões apresentam sempre novos desafios para os especialistas.

## Novas perspectivas de análise

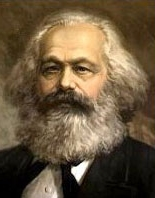
Karl Marx (1818-1883)

Na segunda metade do século XX apareceram recentes maneiras de análise da superfície terrestre e as relações de estabelecimento do ser humano com o meio em que vive. Entre as principais podemos citar:
- Geografia da percepção: esta facção tem uma relação com a disciplinas psicológica e sociológica. Leva em conta que qualquer indivíduo tem sua visão apropriada do meio em que vive. Por seu turno, a geografia da percepção é regularizada por mudanças na economia, na sociedade, na cultura e nas pessoas. Como consequência, as ligações entre o ser humano e o meio são diferenciados para cada indivíduo devido à sua compreensão da realidade.[5]
- Geografia crítica: tem fundamento nas obras escritas pelo pensador alemão Karl Marx (1818-1883). Esta tendência é centrada na observação analítica dos processos ocorridos na sociedade. Entre esses processos podemos citar a desigualdade, o subdesenvolvimento e a pobreza. A principal finalidade da geografia radical é o melhoramento da compreensão das ligações homem-meio como mudança anterior para o direito de alteração dos aspectos ruins da vida real. Esta facção, em oposição ao poder político, coloca a geografia ao alcance da sociedade e aparece como tentativa de responder às desigualdades sociais que existem no mundo.[5]
- Geografia de gênero: esta dimensão foi criada na década de 1980 no Reino Unido e nos Estados Unidos, em curta ligação com o movimento feminista. Fazia a observação analítica de assuntos como a desigualdade feminina no ingresso na política, no trabalho e nos serviços sociais. As relações entre indivíduos dos sexos masculino e feminino em cada área geográfica e a função da mulher na sociedade.[5]

As metodologias de trabalho da Geografia, baseados de modo tradicional na observação analítica da vida real; na conquista de dados por intermédio do trabalho de campo; na descrição dos acontecimentos e ambientes geográficos; e na observação analítica por meio de instrumentos estatísticas, tiveram evolução rápida nas recentes décadas graças aos avanços da computação e ao uso de sistemas de análise remota da superfície da Terra, como as imagens de satélite.

## Geografia no Brasil

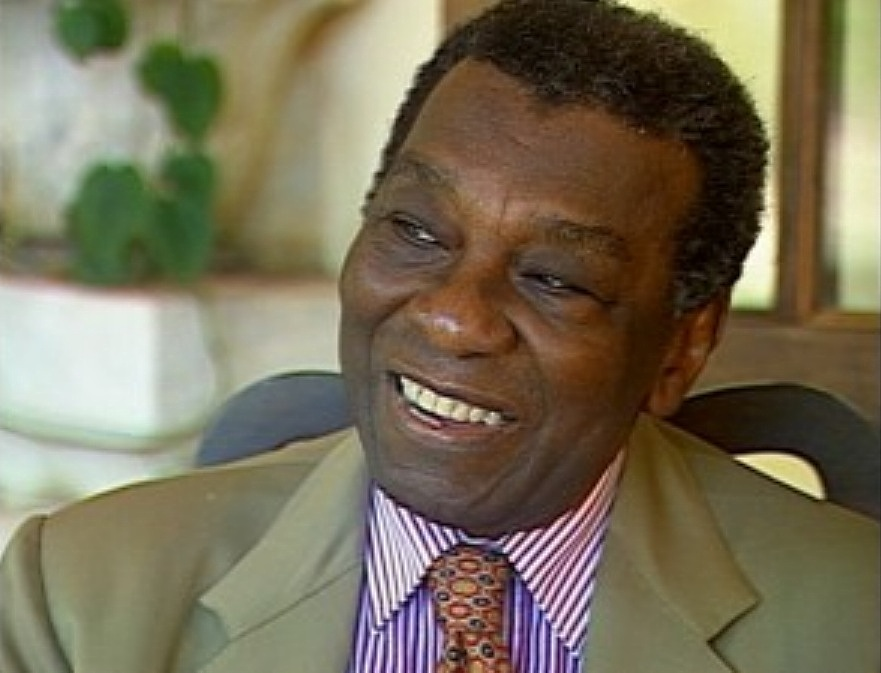
Milton Santos (1926-2001)

Quanto ao conhecimento geográfico no Brasil, não se pode deixar de observar a grande importância e influência do Geógrafo mais reconhecido do país seguido de Aziz Ab'Saber
e seu pioneirismo, não por profissão, mas por méritos, Milton Santos. Com várias publicações, Milton Santos, tornou-se o pai da Geografia Crítica que faz análises e fenomenológicas dos fatos e incidências de casos. Isso é importante, visto que a Geografia é uma ciência global e abrangente, e somente o olhar geográfico aguçado consegue identificar determinados processos, sejam naturais ou sócio-espaciais. Vale ressaltar também os importantes estudos do professor Jurandyr Ross, que se dedicou a mapear, de forma bastante detalhada, o relevo brasileiro além das inúmeras publicações do professor doutor José William Vesentini que se tornaram referência no estudo da Geografia no Brasil.
Não podendo esquecer de geógrafos como Armen Mamigonian, Bertha Becker, Manuel Correia de Andrade, Roberto Lobato Corrêa, Ruy Moreira, Armando Corrêa da Silva, Antonio Cristofoletti, Ariovaldo Umbelino de Oliveira, entre outros de outras épocas, não tão conhecidos como os que fizeram suas carreiras na Universidade de São Paulo, como Odair Gomes, geógrafo pela Universidade Estadual de Feira de Santana.